# Sei Bilah Barat
Sei Bilah Barat is een bestuurslaag in het regentschap Langkat van de provincie Noord-Sumatra, Indonesië. Sei Bilah Barat telt 9283 inwoners (volkstelling 2010).